# クリスティアーネ・キーブルク
クリスティアーネ・キーブルク（Christiane Kieburg、1956年2月3日 - ）は旧西ドイツの柔道選手。階級は72kg超級。

## 人物
西ドイツの選手として、1975年のヨーロッパ選手権では72kg超級と無差別でそれぞれ3位になった。1976年からはヨーロッパ選手権の72kg超級で4連覇を達成した。1980年のヨーロッパ選手権では3位だった。さらに、ニューヨークで初開催となった女子の世界選手権72kg超級では銅メダルを獲得した。1981年からヨーロッパ選手権72kg超級で2年連続して2位になった。

## 主な戦績
(階級表記のない大会は全て72kg超級での成績)
- 1975年 - ドイツ国際　2位
- 1975年 - ヨーロッパ選手権　72kg超級　3位　無差別　3位
- 1976年 - ドイツ国際　優勝
- 1976年 - ヨーロッパ選手権　72kg超級　優勝　無差別　3位
- 1977年 - ドイツ国際　2位
- 1977年 - ヨーロッパ選手権　72kg超級　優勝　無差別　3位
- 1978年 - ドイツ国際　優勝
- 1978年 - ヨーロッパ選手権　優勝
- 1979年 - ドイツ国際　優勝
- 1979年 - ヨーロッパ選手権　優勝
- 1980年 - ヨーロッパ選手権　3位
- 1980年 - 世界選手権　3位
- 1981年 - ドイツ国際　3位
- 1981年 - ヨーロッパ選手権　2位
- 1982年 - ドイツ国際　優勝
- 1982年 - ヨーロッパ選手権　2位